# Moeketsi Sekola
Moeketsi Sekola (né le 27 janvier 1989 à Botshabelo en Afrique du Sud) est un joueur de football international sud-africain, qui évolue au poste d'attaquant.

## Biographie

### Carrière en club
Il inscrit 12 buts en première division sud-africaine lors de la saison 2014-2015.

### Carrière en sélection
Moeketsi Sekola reçoit trois sélections en équipe d'Afrique du Sud entre 2014 et 2015.

## Palmarès
Free State Stars
- Championnat d'Afrique du Sud :
  - Meilleur buteur : 2014-15 (14 buts).